# Кемпбелл-Стейшн (Арканзас)
Кемпбелл-Стейшн (англ. Campbell Station) — місто (англ. city) в США, в окрузі Джексон штату Арканзас. Населення — 232 особи (2020).

## Географія
Кемпбелл-Стейшн розташований на висоті 71 метр над рівнем моря за координатами 35°40′4″ пн. ш. 91°15′14″ зх. д. / 35.66778° пн. ш. 91.25389° зх. д. (35.667850, -91.253827). За даними Бюро перепису населення США в 2010 році місто мало площу 4,47 км², уся площа — суходіл.

## Демографія
Згідно з переписом 2010 року, у місті мешкало 255 осіб у 95 домогосподарствах у складі 72 родин. Густота населення становила 57 осіб/км². Було 102 помешкання (23/км²).
Расовий склад населення:
| - 96,5 % — білих - 2,7 % — чорних або афроамериканців - 0,4 % — корінних американців |

До двох чи більше рас належало 0,4 %. Іспаномовні складали 0,0 % від усіх жителів.
За віковим діапазоном населення розподілялося таким чином: 24,7 % — особи молодші 18 років, 62,0 % — особи у віці 18—64 років, 13,3 % — особи у віці 65 років та старші. Медіана віку мешканця становила 36,8 року. На 100 осіб жіночої статі у місті припадало 87,5 чоловіків; на 100 жінок у віці від 18 років та старших — 90,1 чоловіків також старших 18 років.
Середній дохід на одне домашнє господарство становив 46 174 долари США (медіана — 50 833), а середній дохід на одну сім'ю — 47 105 доларів (медіана — 50 000). За межею бідності перебувало 13,3 % осіб, у тому числі 11,7 % дітей у віці до 18 років та 17,1 % осіб у віці 65 років та старших.
Цивільне працевлаштоване населення становило 113 особи. Основні галузі зайнятості: роздрібна торгівля — 23,9 %, виробництво — 21,2 %, сільське господарство, лісництво, риболовля — 14,2 %, освіта, охорона здоров'я та соціальна допомога — 12,4 %.
За даними перепису населення 2000 року в Кемпбелл-Стейшн мешкало 228 осіб, 72 родини, налічувалося 94 домашніх господарств і 100 житлових будинків. Середня густота населення становила близько 50,7 осіб на один квадратний кілометр. Расовий склад Кемпбелл-Стейшн за даними перепису розподілився таким чином: 96,93 % білих, 2,63 % — чорних або афроамериканців, 0,44 % — корінних американців.
З 94 домашніх господарств в 25,5 % — виховували дітей віком до 18 років, 60,6 % представляли собою подружні пари, які спільно проживали, в 6,4 % сімей жінки проживали без чоловіків, 23,4 % не мали сімей. 23,4 % від загального числа сімей на момент перепису жили самостійно, при цьому 8,5 % склали самотні літні люди у віці 65 років та старше. Середній розмір домашнього господарства склав 2,43 особи, а середній розмір родини — 2,82 особи.
Населення міста за віковим діапазоном за даними перепису 2000 року розподілилося таким чином: 19,7 % — жителі молодше 18 років, 7,9 % — між 18 і 24 роками, 32,9 % — від 25 до 44 років, 28,9 % — від 45 до 64 років і 10,5 % — у віці 65 років та старше. Середній вік мешканця склав 40 років. На кожні 100 жінок в Кемпбелл-Стейшн припадало 107,3 чоловіків, у віці від 18 років та старше — 98,9 чоловіків також старше 18 років.
Середній дохід на одне домашнє господарство в місті склав 37 778 доларів США, а середній дохід на одну сім'ю — 38 472 долара. При цьому чоловіки мали середній дохід в 31 500 доларів США на рік проти 21 146 доларів середньорічного доходу у жінок. Дохід на душу населення в місті склав 16 110 доларів на рік. 9,4 % від усього числа сімей в населеному пункті і 10,7 % від усієї чисельності населення перебувало на момент перепису населення за межею бідності, при цьому 23,4 % з них були молодші 18 років і 3,8 % — у віці 65 років та старше.